# Batyrsza-Kubowo
Batyrsza-Kubowo (ros. Батырша-Кубово) – wieś (dieriewnia) w Rosji, w Baszkortostanie, w rejonie buzdiackim. W 2010 liczyła 330 mieszkańców.